# Коваленко Максим Володимирович
Максим Володимирович Коваленко (6 жовтня 1974, Київ) — український дипломат. Генеральний консул України в Неаполі (з 2020).

## Життєпис
Народився 6 жовтня 1974 року в Києві. У 1997 році закінчив Національний авіаційний університет, у 2007 році — Київський національний лінгвістичний університет. Володіє українською, англійською, італійською та російською мовами.
З 1998 року на дипломатичній службі у Міністерстві закордонних справ України. Працював на консульських посадах в Посольстві України у Великій Британії, Генеральному консульстві України в Ростові-на-Дону, Посольстві України в Італії.
У 2018—2020 рр. — Начальник відділу менеджменту кризових ситуацій Управління консульського забезпечення Департаменту консульської служби Міністерства закордонних справ України.
З 22 серпня 2020 року — Генеральний консул України в Неаполі.

## Дипломатичний ранг
- Надзвичайний і Повноважний Посланник другого класу (2024)[4]